# Eulecanium patersoniae
Eulecanium patersoniae är en insektsart som först beskrevs av William Miles Maskell 1895.  Eulecanium patersoniae ingår i släktet Eulecanium och familjen skålsköldlöss. Inga underarter finns listade i Catalogue of Life.